# Mecanpetrol
Mecanpetrol Găești este o companie din specializată în construcții și reparații de utilaj petrolier din România.
A fost înființată în anul 1969, sub numele de Uzina de Prefabricate de Construcții cu obiect de activitate confecții metalice și diverse prefabricate pentru construcții din beton.
În anul 1983 societatea se restructurează sub numele Întreprinderea Mecanicǎ pentru Petrol, având ca principalǎ activitate confecția și reparația de utilaje pentru industria extractivă de petrol și gaze, subansamble și piese de schimb necesare acestor domenii.
Compania Mecanpetrol Găești este deținută de omul de afaceri Ion Lazăr.
Titlurile companiei se tranzacționează la categoria de bază a pieței Rasdaq, secțiunea XMBS, sub simbolul MEGY.
Mecanpetrol Găești face parte din grupul Lazăr, alături de firme precum Lazăr Company, companie de transport, Hoedlmayr, specializată în logistică și transportul de autovehicule, BAT Bascov, din domeniul extracției de țiței și al forajului, și Agromec Topoloveni, fosta stațiune de mecanizare și agricultură.
Cifra de afaceri:
- 2007: 20,7 milioane lei (5,7 milioane euro)[5]
- 2006: 10,3 milioane lei[5]
- 2005: 6,7 milioane lei[6]

Venit net:
- 2007: 4,5 milioane lei (1,2 milioane euro)[5]
- 2006: 1,2 milioane lei[5]